# Voiscreville
Voiscreville est une commune française située dans le département de l'Eure, en région Normandie.

## Géographie

### Localisation
Voiscreville est une commune du nord-ouest du département de l'Eure. Elle appartient à la région naturelle du Roumois.
|                         | Thenouville (comm. dél. de Theillement et de Bosc-Renoult-en-Roumois) |                   |
| Saint-Léger-du-Gennetey | Voiscreville                                                          | Boissey-le-Châtel |
|                         | Boissey-le-Châtel                                                     |                   |

### Hydrographie
La commune est située dans le bassin Seine-Normandie. Elle est drainée par le fossé 01 de la commune de Ecaquelon,.

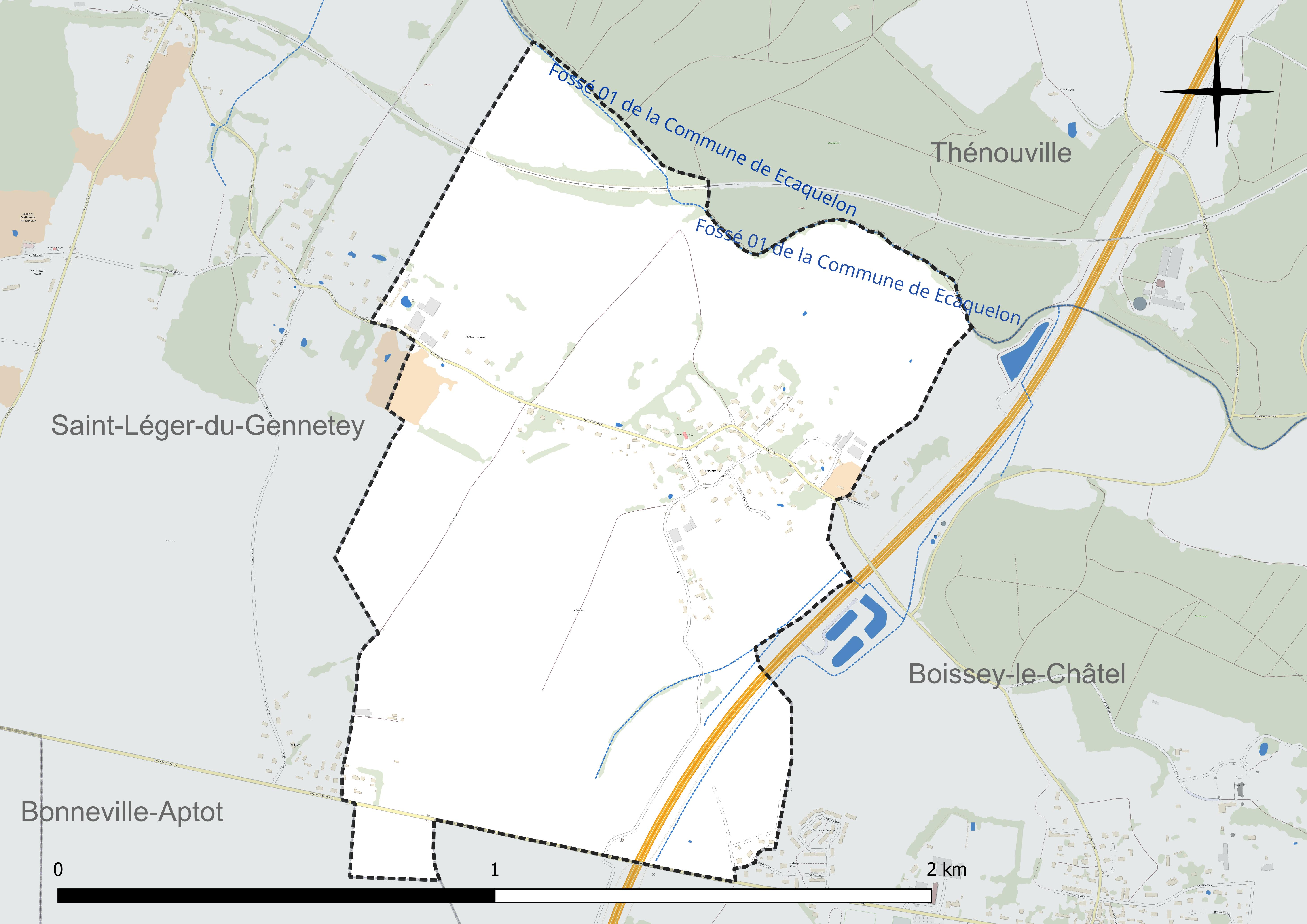
Réseau hydrographique de Voiscreville.

### Climat
Pour des articles plus généraux, voir Climat de la Normandie et Climat de l'Eure.
En 2010, le climat de la commune est de type climat océanique dégradé des plaines du Centre et du Nord, selon une étude du CNRS s'appuyant sur une série de données couvrant la période 1971-2000. En 2020, Météo-France publie une typologie des climats de la France métropolitaine dans laquelle la commune est exposée à un climat océanique et est dans la région climatique  Côtes de la Manche orientale, caractérisée par un faible ensoleillement (1 550 h/an) ; forte humidité de l’air (plus de 20 h/jour avec humidité relative > 80 % en hiver), vents forts fréquents. Parallèlement le GIEC normand, un groupe régional d’experts sur le climat, différencie quant à lui, dans une étude de 2020, trois grands types de climats pour la région Normandie, nuancés à une échelle plus fine par les facteurs géographiques locaux. La commune est, selon ce zonage, exposée à un « climat contrasté des collines », correspondant au Pays d’Auge, Lieuvin et Roumois, moins directement soumis aux flux océaniques et connaissant toutefois des précipitations assez marquées en raison des reliefs collinaires qui favorisent leur formation.
Pour la période 1971-2000, la température annuelle moyenne est de 10,5 °C, avec  une amplitude thermique annuelle de 14,1 °C. Le cumul annuel moyen de précipitations est de 787 mm, avec 12,4 jours de précipitations en janvier et 8,1 jours en juillet. Pour la période 1991-2020, la température moyenne annuelle observée sur la station météorologique la plus proche, située sur la commune de Brionne à 10 km à vol d'oiseau, est de 11,5 °C et le cumul annuel moyen de précipitations est de 791,7 mm,. Pour l'avenir, les paramètres climatiques de la commune estimés pour 2050 selon différents scénarios d’émission de gaz à effet de serre sont consultables sur un site dédié publié par Météo-France en novembre 2022.

## Urbanisme

### Typologie
Au 1er janvier 2024, Voiscreville est catégorisée commune rurale à habitat dispersé, selon la nouvelle grille communale de densité à 7 niveaux définie par l'Insee en 2022.
Elle est située hors unité urbaine. Par ailleurs la commune fait partie de l'aire d'attraction de Rouen, dont elle est une commune de la couronne,. Cette aire, qui regroupe 317 communes, est catégorisée dans les aires de 200 000 à moins de 700 000 habitants,.

### Occupation des sols

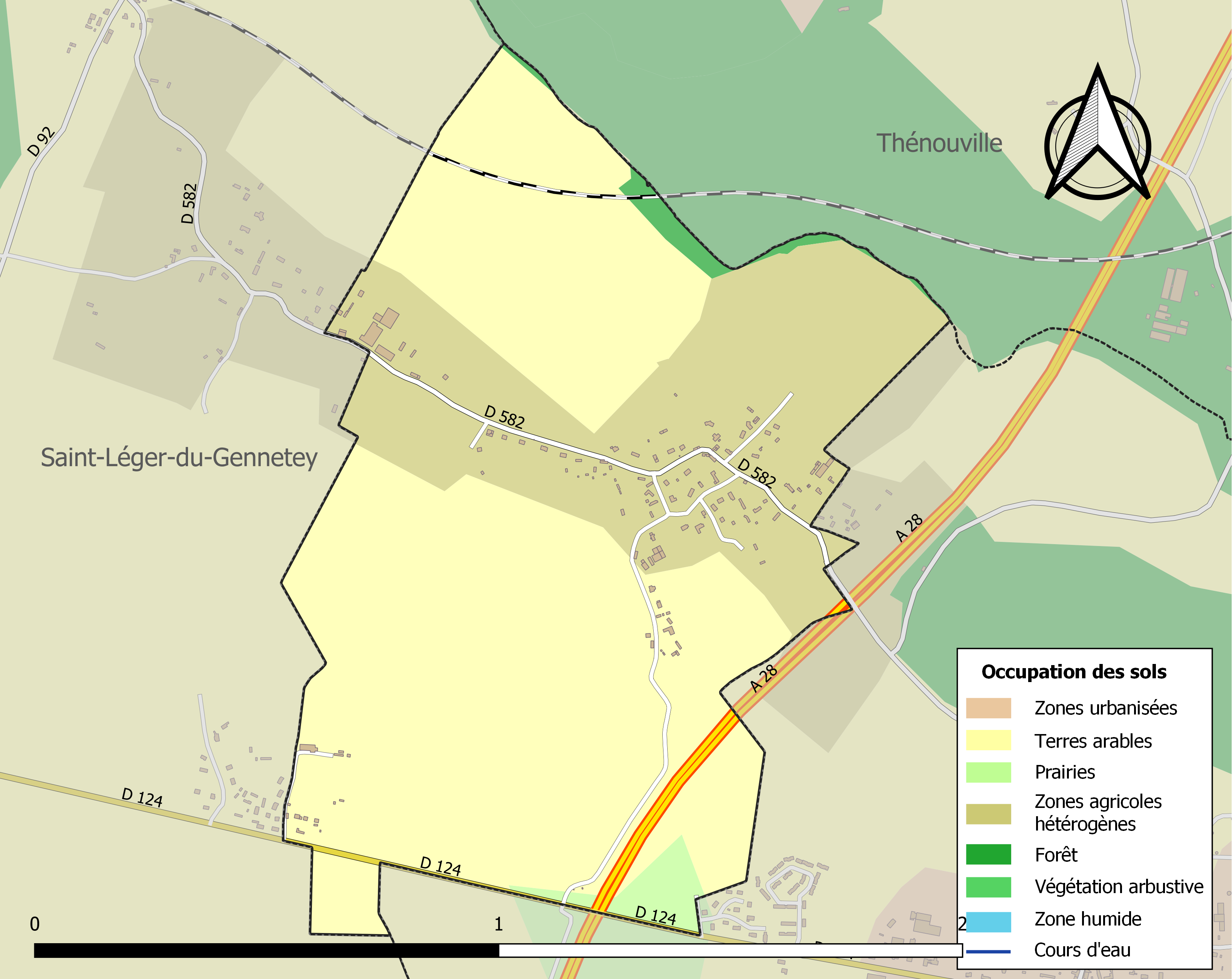
Carte des infrastructures et de l'occupation des sols de la commune en 2018 (CLC).

L'occupation des sols de la commune, telle qu'elle ressort de la base de données européenne d’occupation biophysique des sols Corine Land Cover (CLC), est marquée par l'importance des territoires agricoles (98,5 % en 2018), une proportion identique à celle de 1990 (98,5 %). La répartition détaillée en 2018 est la suivante : 
terres arables (64,8 %), zones agricoles hétérogènes (31,8 %), prairies (1,9 %), forêts (1,5 %).
L'IGN met par ailleurs à disposition un outil en ligne permettant de comparer l’évolution dans le temps de l’occupation des sols de la commune (ou de territoires à des échelles différentes). Plusieurs époques sont accessibles sous forme de cartes ou photos aériennes : la carte de Cassini (XVIIIe siècle), la carte d'état-major (1820-1866) et la période actuelle (1950 à aujourd'hui).

## Toponymie
Le nom de la localité est attesté sous les formes Walliauervilla vers 1240, Valligervilla (p. d’Eudes Rigaud) au XIIIe siècle, Vaicrevilla (p. de Raoul Roussel) en 1337.

## Politique et administration
| Période   | Période   | Identité             | Étiquette | Qualité                                 |
| --------- | --------- | -------------------- | --------- | --------------------------------------- |
| mars 1983 | 1995      | Jean-Claude Dorléans |           |                                         |
| mars 1995 | mars 2014 | Josette Gueret       |           |                                         |
| mars 2014 | juin 2020 | Nadine Messé         | SE        | Retraitée                               |
| juin 2020 | En cours  | Mélanie Petit        | SE        | employée à la comptabilité d'entreprise |

## Démographie
| 1793 | 1800 | 1806 | 1821 | 1831 | 1836 | 1841 | 1846 | 1851 |
| ---- | ---- | ---- | ---- | ---- | ---- | ---- | ---- | ---- |
| 222  | 151  | 227  | 253  | 190  | 146  | 144  | 137  | 151  |

| 1856 | 1861 | 1866 | 1872 | 1876 | 1881 | 1886 | 1891 | 1896 |
| ---- | ---- | ---- | ---- | ---- | ---- | ---- | ---- | ---- |
| 138  | 146  | 130  | 115  | 131  | 118  | 109  | 97   | 103  |

| 1901 | 1906 | 1911 | 1921 | 1926 | 1931 | 1936 | 1946 | 1954 |
| ---- | ---- | ---- | ---- | ---- | ---- | ---- | ---- | ---- |
| 102  | 101  | 80   | 82   | 73   | 65   | 65   | 84   | 65   |

| 1962 | 1968 | 1975 | 1982 | 1990 | 1999 | 2004 | 2006 | 2009 |
| ---- | ---- | ---- | ---- | ---- | ---- | ---- | ---- | ---- |
| 69   | 68   | 86   | 112  | 114  | 109  | 107  | 103  | 117  |

| 2014 | 2019 | 2022 | - | - | - | - | - | - |
| ---- | ---- | ---- | - | - | - | - | - | - |
| 127  | 119  | 117  | - | - | - | - | - | - |

## Culture locale et patrimoine

### Lieux et monuments
Un château au lieu-dit Graveron est inscrit à l'inventaire général du patrimoine culturel.
Il est à noter que l'église Saint-Firmin, Saint-Martin, édifice aujourd'hui détruit, est également inscrit à cet inventaire.

### Cartes
1. ↑  « Réseau hydrographique de Voiscreville » sur Géoportail (consulté le 16 avril 2025).